# И
Das И (kleingeschrieben и) ist ein Buchstabe des kyrillischen Alphabets und Teil des russischen und anderer Alphabete. Er wird im Russischen ausgesprochen wie ein geschlossenes I im Deutschen (IPA: /⁠i⁠/), im Ukrainischen hingegen ähnlich wie das offene I im Deutschen (IPA: /⁠ɪ⁠/).
Das Aussehen des Buchstabens ähnelt einem spiegelverkehrten N. In der Handschrift wird der Buchstabe wie ein lateinisches U geschrieben, für den Kleinbuchstaben и trifft das auch auf die gedruckte kursive Form zu.
Der Ursprung des И ist der griechische Buchstabe Η (Eta). Mit der Zeit wanderte jedoch der mittlere Balken von der Horizontale zu seiner heutigen Position, wodurch das heutige Aussehen des Buchstabens entstand.
In der westlichen Schriftart Renaissance-Kapitalis bzw. der frühhumanistischen Kapitalis wird der Buchstabe N oft seitenverkehrt als retrogrades N dargestellt.
Das Uralische Phonetische Alphabet (Unicodeblock Phonetische Erweiterungen) beinhaltet den Buchstaben ᴎ (Lateinisches Kapitälchen gewendetes N, U+1D0E (7438)).

## Zeichenkodierung
| Standard  | Standard    | Majuskel И                | Minuskel и              |
| --------- | ----------- | ------------------------- | ----------------------- |
| Unicode   | Codepoint   | U+0418                    | U+0438                  |
| Unicode   | Name        | CYRILLIC CAPITAL LETTER I | CYRILLIC SMALL LETTER I |
| UTF-8     | UTF-8       | D0 98                     | D0 B8                   |
| XML/XHTML | dezimal     | &#1048;                   | &#1080;                 |
| XML/XHTML | hexadezimal | &#x0418;                  | &#x0438;                |